# Daniel Hesmert
Daniel Hesmert (* 5. Juni 1974) ist ein ehemaliger deutscher Eishockeyspieler, der seine gesamte Karriere beim ECD Sauerland und dessen Nachfolgeverein Iserlohner EC verbracht hat und dabei überwiegend in der zweithöchsten deutschen Spielklasse aktiv war.

## Karriere
Schon im Grundschulalter begann Daniel Hesmert beim ECD Iserlohn mit dem Eishockeyspielen. Für den Nachfolgeverein ECD Sauerland lief er unter anderem in der Junioren-Bundesliga auf. Zugleich unternahm er ab der Saison 1992/93 auch erste Schritte in der Profimannschaft, die in der 2. Bundesliga aktiv war.
Auch nach der Insolvenz blieb Hesmert dem Standort treu und gehörte in der Spielzeit 1994/95 zur ersten Mannschaft des neu gegründeten Iserlohner EC. Im ersten Meisterschaftsspiel der 2. Liga gegen die Moskitos Essen trug der Stürmer einen Treffer zum 5:2-Sieg bei. Am Saisonende feierte er mit der Mannschaft den Aufstieg in die 1. Liga. Dort gehörte er zunächst neben Georg Gailer und Jens Esche zu den punktbesten deutschen Stürmern, musste in den folgenden Jahren aber mehr und mehr Spielanteile abgeben. Nach der Saison 1998/99 beendete er seine Karriere.

## Erfolge und Auszeichnungen
- 1995 Aufstieg in die 1. Liga mit dem Iserlohner EC

## Karrierestatistik
(Legende zur Spielerstatistik: Sp oder GP = absolvierte Spiele; T oder G = erzielte Tore; V oder A = erzielte Assists; Pkt oder Pts = erzielte Scorerpunkte; SM oder PIM = erhaltene Strafminuten; +/− = Plus/Minus-Bilanz; PP = erzielte Überzahltore; SH = erzielte Unterzahltore; GW = erzielte Siegtore; 1 Play-downs/Relegation; Kursiv: Statistik nicht vollständig)